# مانر
مانر (انگلیسی: Manor) شرکت خرده‌فروشی سوئیسی است، که در سال ۱۹۰۲ تأسیس شد.